# District de Mie
Le district de Mie (三重郡, Mie-gun) est un district de la préfecture de Mie au Japon, doté d'une superficie de 121,59 km2.

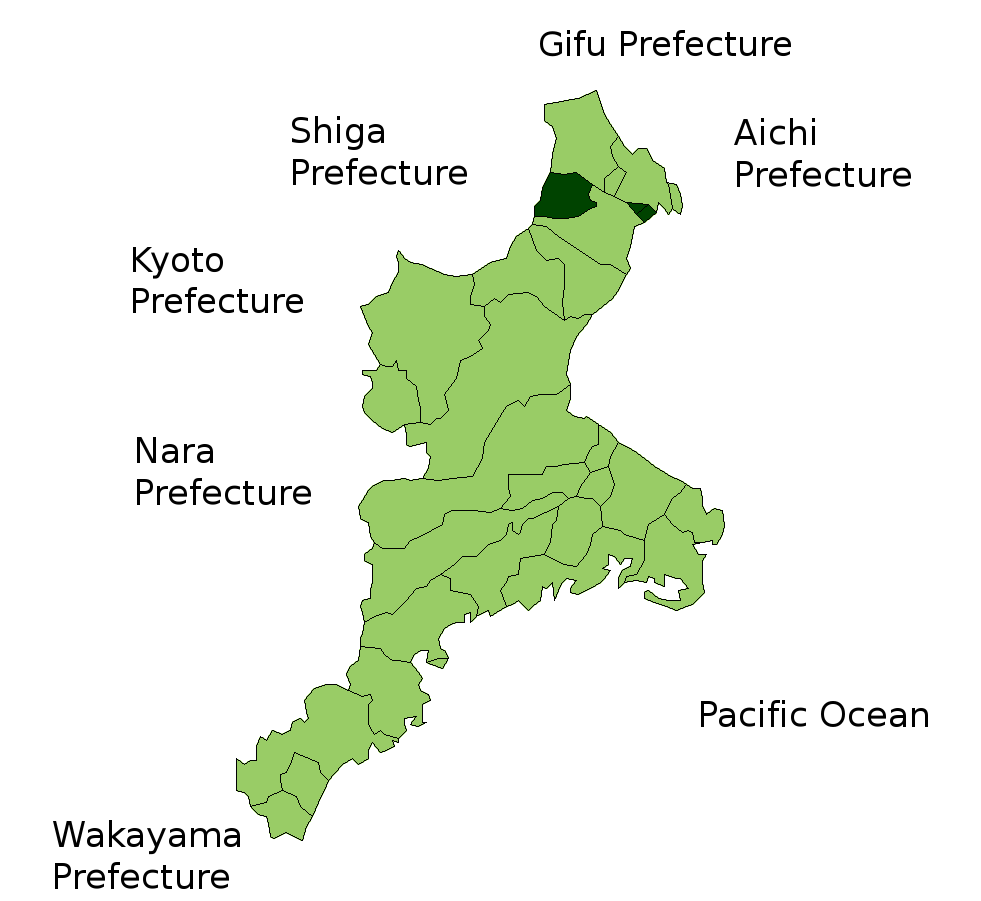
Localisation du district de Mie dans la préfecture de Mie.

## Municipalités

### Municipalités actuelles
- Asahi
- Kawagoe
- Komono

### Anciennes municipalités
- Yokkaichi (jusqu'en 1897)

## Historique
- Le 7 février 2005, le bourg de Kusu est annexé à la ville de Yokkaichi.